# ACN Siena 1904
ACN Siena 1904 is een Italiaanse voetbalclub, opgericht in 1904 en uitkomend in de Serie C Groep B. De club speelt zijn thuiswedstrijden in het Stadio Artemio Franchi. Dit is niet hetzelfde stadion als waar aartsrivaal Fiorentina zijn thuiswedstrijden speelt. De naam verwijst naar Artemio Franchi, een voormalig Italiaans voetbalbestuurder. Op 15 juli 2014 werd Siena failliet verklaard en werd besloten dat de club verder moet spelen in de Serie D. De naam van de club werd gewijzigd in Robur Siena. In 2020 werd de naam na een nieuw faillissement gewijzigd in ACN Siena 1904.

## Eindklasseringen
| Seizoen | Competitie        | Niveau | Eindstand | Coppa Italia | Opmerking                                                       |
| ------- | ----------------- | ------ | --------- | ------------ | --------------------------------------------------------------- |
| 2000/01 | Serie B           | II     | 13        | 4e groep 6   |                                                                 |
| 2001/02 | Serie B           | II     | 15        | 8e finale    |                                                                 |
| 2002/03 | Serie B           | II     | 1         | 4e groep 1   |                                                                 |
| 2003/04 | Serie A           | I      | 14        | 8e finale    |                                                                 |
| 2004/05 | Serie A           | I      | 14        | 8e finale    |                                                                 |
| 2005/06 | Serie A           | I      | 17        | 3e ronde     |                                                                 |
| 2006/07 | Serie A           | I      | 15        | 2e ronde     |                                                                 |
| 2007/08 | Serie A           | I      | 13        | 3e ronde     |                                                                 |
| 2008/09 | Serie A           | I      | 14        | 4e ronde     |                                                                 |
| 2009/10 | Serie A           | I      | 19        | 4e ronde     |                                                                 |
| 2010/11 | Serie B           | II     | 2         | 3e ronde     |                                                                 |
| 2011/12 | Serie A           | I      | 14        | halve finale |                                                                 |
| 2012/13 | Serie A           | I      | 19        | 8e finale    |                                                                 |
| 2013/14 | Serie B           | II     | 9         | kwartfinale  | Failliet                                                        |
| 2014/15 | Serie D Girone E  | IV     | 1         | --           | Naam gewijzigd in Robur Siena                                   |
| 2015/16 | Lega Pro Girone B | III    | 6         | --           |                                                                 |
| 2016/17 | Lega Pro Girone A | III    | 12        | 1e ronde     |                                                                 |
| 2017/18 | Serie C Girone A  | III    | 2         | --           | Finale promotieserie > Cosenza Calcio: 1-3                      |
| 2018/19 | Serie C Girone A  | III    | 6         | 2e ronde     | 1e ronde promotieserie                                          |
| 2019/20 | Serie C Girone A  | III    | 5         | 1e ronde     | Failliet                                                        |
| 2020/21 | Serie D Girone E  | IV     | 5         | --           | Promotie i.v.m. opvulling Serie C                               |
| 2021/22 | Serie C Girone B  | III    | 13        | --           |                                                                 |
| 2022/23 | Serie C Girone B  | III    | 12        | --           |                                                                 |
| 2023/24 | Serie C Girone B  | III    | .         | --           | geen licentie seizoen 2023/24 i.v.m. rommelen spelerssalarissen |